# Meix-devant-Virton
Meix-devant-Virton (in vallone Méch-divant-Vierton) è un comune belga di 2 675 abitanti, situato nella provincia vallona del Lussemburgo.